# آنتون خولیازنیکوف
آنتون خولیازنیکوف (انگلیسی: Anton Kholyaznykov؛ زادهٔ ۱۰ دسامبر ۱۹۸۶) ورزشکار روئینگ اهل اوکراین است. وی همچنین از قایقرانان روئینگ بازی‌های المپیک تابستانی ۲۰۱۲ بوده است.